# Sante Neri
Sante Neri (Mirandola, 24 novembre 1907 – Condino, 30 giugno 1936) è stato un militare italiano.

## Biografia
Il Tenente osservatore di artiglieria in S.P.E. del Regio Esercito Sante Neri era nato il 24 novembre 1907 a Mirandola, da Manfredo, operaio, e Rosa Malavasi, residenti a Mirandola (Modena). Il 30 giugno 1936 durante un'esercitazione con un Romeo Ro.1 bis della 35ª Squadriglia Osservazione Aerea, probabilmente a causa del maltempo si schiantò sulla montagna Grotta Rossa nel comune di Condino (Trento). Nell'incidente morirono il sergente Allievo Ufficiale Pilota della Regia Aeronautica Andrea Notarachille e il tenente osservatore di artiglieria in S.P.E. del Regio Esercito Sante Neri.